# Linghe
Linghe är ett stadsdistrikt i Jinzhou i Liaoning-provinsen i nordöstra Kina.